# Погибшим от насилия
«Погибшим от насилия» («Связанный»; нем. Der Gefesselte, Den Opfern der Gewalt) — памятник в городе Кассель, посвященный памяти о насилии в прошлом и являющийся предупреждением на будущее. Это первая скульптура советского андеграундного художника Вадима Сидура, установленная в городском пространстве.

## Строение
Скульптура имеет абстрактную форму человеческой фигуры, которая как бы вырезана по контуру из пласта глины. Она упала (или была брошена) на колени, её тело клонится к земле, в связи с чем поза напоминает цифру «2». Лишь голова слегка приподнята, разогнувшись в шее. Руки фигуры заломаны за спину, подняты вертикально вверх и скованы кольцом в районе запястий. Памятник воплощает идеи протеста против насилия и угнетения человеческого достоинства и свободы. Драматург Сэмюэл Беккет описал скульптуру как «потрясающую… мощное и волнующее произведение, немоту гнева и сострадания… визуальный памятник свободе духа повсюду на Земле». Искусствоведы указывают, что скульптура заставляет людей помнить о прошлом насилии и не мириться с насилием в настоящем.
Скульптура помещена на бетонный куб с бронзовой табличкой на её передней поверхности:

ВАДИМ СИДУР — МОСКВА / ПОГИБШИМ ОТ НАСИЛИЯ / ПОСТРОЕН В 1974 ГОДУ ПО ИНИЦИАТИВЕ ГРАЖДАН КУРГЕССЕНСКОГО ОБЩЕСТВА КУЛЬТУРЫ И НАУКИ ПРИ СОДЕЙСТВИИ ГОРОДСКОЙ ШПАРКАССЫ КАССЕЛЯ
Оригинальный текст (нем.)VADIM SIDUR — MASKOU / DEN OPFERN DER GEWALT / ERRICHTET 1974 VON EINER BÜRGERINITIATIVE DER / KURHESSISCHEN GESELLSCHAFT FÜR KUNST U. WISSENSCHAFT / MIT HILFE DER STADTSPARKASSE KASSEL

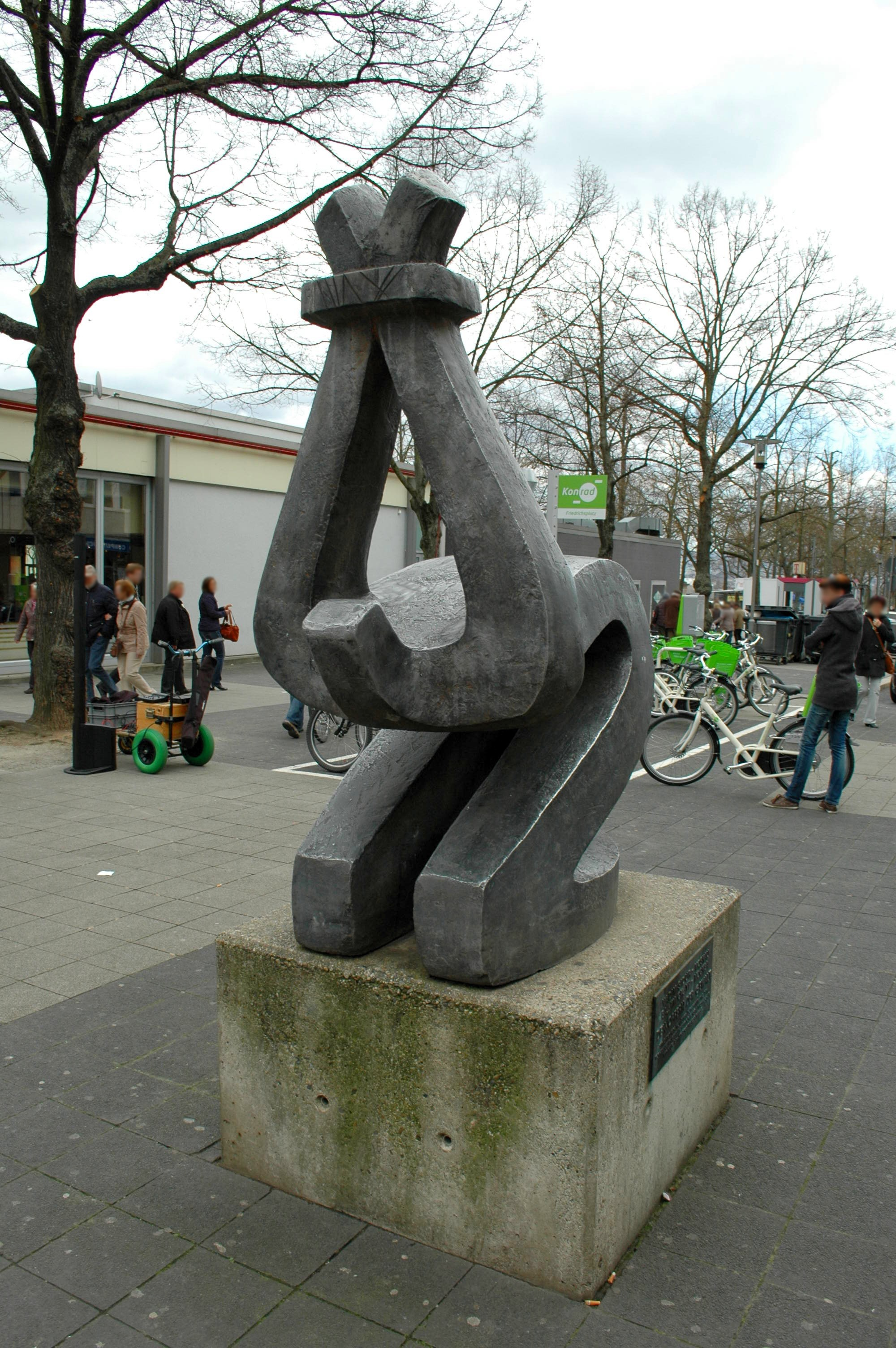
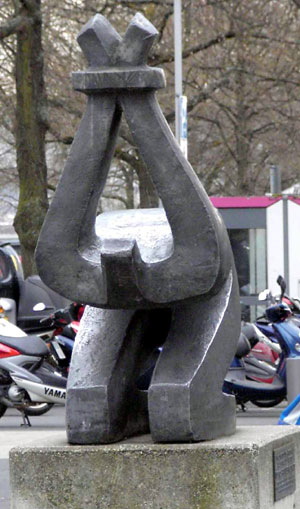
На старом месте
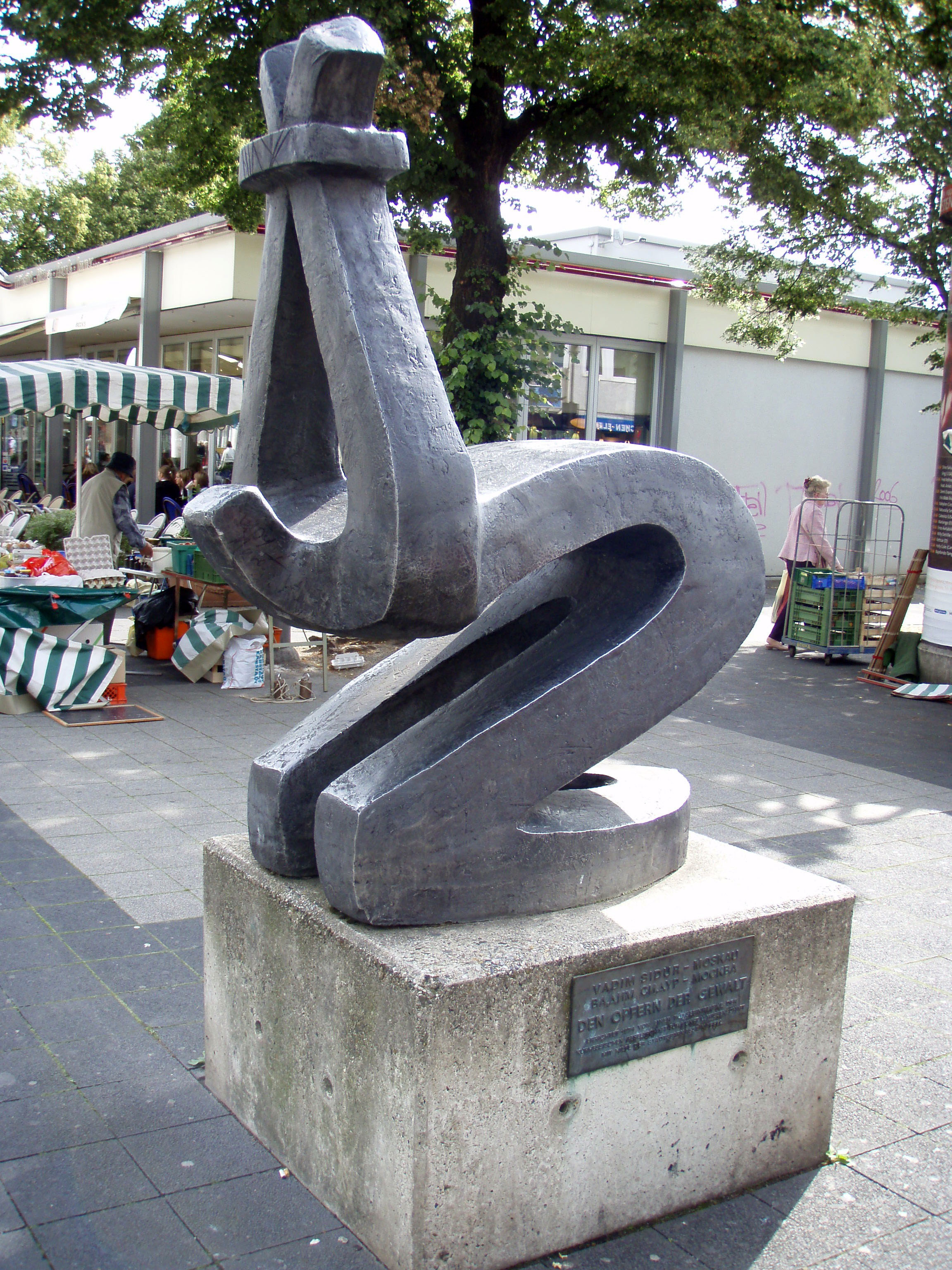

## История
Абстрактный язык советского художника Вадима Сидура значительно отличался от официально пропагандируемого коммунистическим режимом. Центральное место в творчестве художника, пережившего все ужасы войны, занимала тема насилия. Сидур вспоминал: «…я был убит на войне. Но произошло чудо воскресения, и я остался жить. Иногда мне даже кажется, что это было предопределено для того, чтобы я смог в конце концов создать „Памятник погибшим от насилия“, „Треблинку“, „Памятник погибшим от бомб“…». В связи с этим единственными местами показа его творчества были его собственная мастерская и кладбища, для которых он делал надгробные памятники. В 1970 году Вадим Сидур познакомился с приехавшим в Москву западногерманским славистом Карлом Аймермахером. Тот был очень поражён работами художника. Вернувшись в ФРГ, Карл Аймермахер организовал в 1971 году выставку работ Сидура в Фрауэнфельде в Швейцарии, а в 1972 году — в западногерманском Касселе. Тогда же с творчеством скульптора познакомился кассельский врач и меценат Готфрид Бютнер. Он загорелся идеей поставить в своём городе произведение Сидура. Был создан оргкомитет и начался сбор средств. При этом пожертвования принимались только от частных лиц. Свой вклад сделал в том числе писатель Владимир Максимов, знавший Сидура и вынужденный эмигрировать из СССР.
Скульптура «Погибшим от насилия» была создана Вадимом Сидуром в 1965 году и входила в его серию «Памятники». Её небольшую фигурку он подарил немецкому меценату Готфриду Бютнеру во время визита того в Москву. Она была тайно вывезена из СССР, увеличена и торжественно открыта в центре Касселя на площади Фридрихплатц 13 октября 1974 года. Таким образом памятник стал первым установленным произведением Вадима Сидура. Карл Аймермахер зачитал его письмо: «Это очень важно, что мы помним о миллионах погибших от насилия в прошлом. Но мы не должны забывать о том, что насилие в самых страшных его проявлениях существует и сегодня». Открытие памятника также приветствовали художник Йозеф Бойс и драматург Сэмюэл Беккет. Первый в своём письме сказал: «Я приветствую Вадима Сидура, который знает, что свобода предназначена не только для искусства, она необходима для всей культурной жизни. Только свобода делает возможным образование будущих обществ, ослабление систем угнетения и их исчезновение».
В то же время в СССР прокатилась волна репрессий против творческой интеллигенции. В том числе Вадима Сидура исключили из членов КПСС. Скульптор опасался дальнейшего преследования: лишение членства в Союзе художников с последующим отъёмом мастерской и даже высылки из Москвы. Это в том числе заставило его отказаться от запроса разрешения на поездку на церемонию открытия памятника. Об этом событии многие советские граждане узнали из нелегального прослушивания радио «Deutsche Welle». Многие звонили и поздравляли Сидура. Он предполагал, что такое широкое освещение может стимулировать репрессии против него. Летом 1976 года около памятника проходил митинг в защиту учительницы, уволенной за левые убеждения. Однако советские журналисты умолчали о скульптуре и её значении. В 1977 при посещении мастерской Сидура главный хранитель Метрополитен-музея особенно отметил модель скульптуры «Погибшим от насилия».
Скульптуру «Погибшим от насилия» предлагалось поставить как памятник жертвам политических репрессий в Москве, однако в итоге выбран был Соловецкий камень. Произведение Сидура решили возвести рядом со штаб-квартирой «Мемориала», однако в итоге родственники художника отказали в этой идее.
В 2017 году скульптура «Погибшим от насилия» была представлена на выставке современного искусства «documenta 14» в Касселе. Для этого её временно перенесли к сооруженному в рамках фестиваля «Парфенону». Скульптура была отмечена наградой арт-критиком и куратором Адамом Шимчиком.
В связи с ремонтом на первоначальном месте установки после выставки скульптура была временно размещена перед зданием AOK. В то же время городские власти решили подобрать для памятника достойное место, в котором бы он оказывал бы наибольшее воздействие и был бы воспринят должным образом. В 2018 году таким местом после консультаций с различными инстанциями было выбрано пространство рядом с Мемориалом жертвам фашизма на Вайнбергштрассе. После реставрации скульптура была открыта там на специально подготовленной площадке в начале 2020 года.